# Ralph Raico
Ralph Raico (New York, 23 ottobre 1936 – 13 dicembre 2016) è stato uno storico statunitense, esponente del libertarismo americano ed esperto di storia del liberalismo europeo e della scuola austriaca.
Era docente di storia al Buffalo State College di Buffalo, nonché membro importante del Ludwig von Mises Institute. Raico è stato allievo di Ludwig von Mises e imparò il tedesco grazie all'appoggio dello stesso Mises. Successivamente fu il primo a tradurre in inglese Liberalismus di Mises.
Raico è stato, insieme a Ronald Hamowy, editore de New Individualist Review. Il primo articolo della prima edizione si intitolava "Capitalism and Freedom" e fin dall'inizio venne pubblicizzato in ambiente accademico da importanti personaggi, come Milton Friedman e Friedrich von Hayek. Tra il 1961 e il 1968 vennero pubblicati oltre settanta saggi, scritti anche da importanti economisti e filosofi politici, quali Russell Kirk, William F. Buckley, Jr., Ludwig von Mises e Murray N. Rothbard.
Raico è stato anche cofondatore del Circle Bastiat.
Nel 1999 scrisse Die Partei der Freiheit: Studien zur Geschichte des deutschen Liberalismus, un'opera dove discute della tradizione liberale in Germania.
Nel 2000 gli venne consegnato dal Mises Institute il "Gary G. Schlarbaum Prize for Lifetime Achievement in the Cause of Liberty".
Nel 2006 Raico è diventato membro della Property and Freedom Society, società creata su idea di Hans-Hermann Hoppe.